# Ковалёв, Сергей Александрович (боксёр)
Серге́й Алекса́ндрович Ковалёв (род. 2 апреля 1983, посёлок Горняк, Копейск, Челябинская область, СССР) — российский боксёр-профессионал, выступающий в полутяжёлой и первой тяжёлой весовых категориях. Заслуженный мастер спорта России (2019), чемпион России (2005), двукратный чемпион мира среди военнослужащих (2005, 2007) в любителях.
Чемпион мира в полутяжелом весе по версиям WBA super (2014—2016), IBF (2014—2016), WBO (2013—2016, 2017—2018, 2019). Боксёр года по версии The Ring, WBO, Sports Illustrated, USA Today(2014). Занимал 2-е место в рейтинге Pound for Pound по версии журнала «Ринг» (2 ноября 2015 года — 19 ноября 2016 года, 22 марта 2017 — 17 июня 2017).
Первый россиянин, признанный боксёром года по версии журнала «Ринг». Лидер рейтинга лучших боксёров полутяжёлого веса по версии журнала Ринг (2015—2016). В 2013 году вошёл в список Гатти по версии HBO (5 самых достойных и зрелищных боксёров), где занял 3 место, уступив Руслану Проводникову и Евгению Градовичу. Основатель промоутерской компании Krusher Promotion.

## Биография
Сергей Ковалёв родился 2 апреля 1983 года в городе Копейске, Челябинская область. Активно заниматься боксом начал в возрасте 11 лет в Челябинске под руководством тренера Сергея Владимировича Новикова — тренировочный зал находился прямо за школой № 107, Тракторозаводского района (ЧТЗ), мальчик решил записаться туда по совету школьного друга. С 2000 года был подопечным заслуженного тренера России Владимира Рощенко: «Он очень сильное влияние на меня оказал, поменял во многом. Он знал, как со мной работать. Я его тогда очень уважал, а для меня авторитет большую роль играет».

## Личная жизнь

### Семья
Женат. Супругу зовут Наталья. В 2014 году у пары родился сын Александр. В 2018 году у боксёра родилась дочь Милана.

## Любительская карьера
В 1997 году дебютировал на юниорском чемпионате России и сразу же стал победителем среди средних юношей. Год спустя соревновался в старшей категории и выбился в финалисты, а ещё через год одержал победу, кроме того, в составе молодёжной сборной поучаствовал в первенстве Европы. В период 2000—2001 гг. дважды выходил в финал юношеских национальных первенств, один раз прошёл в финал Всероссийских соревнований сильнейших боксёров-юниоров. Выступления на молодёжном уровне завершил зимними чемпионатами «Олимпийские надежды», где, соревнуясь со спортсменами 19-22 лет, дважды попадал в финал (2002, 2003).
В 2004 году Ковалёв впервые принял участие в зачёте взрослого чемпионата России, уже в дебютном сезоне дошёл до финала и, помимо этого, стал победителем командного первенства. Следующий год оказался наиболее успешным в его любительской карьере — спортсмен удостоился сразу двух титулов, чемпиона России и чемпиона мира среди военнослужащих. На чемпионате военнослужащих 2006 года взял серебро, год спустя был бронзовым призёром первенства России и победителем на Всемирных играх военнослужащих в Индии. С 19 по 22 июня 2008 года в Москве в Спорткомплексе МГТУ имени Н. Э. Баумана участвовал во II Международном турнире памяти олимпийского чемпиона Валерия Попенченко. Дошёл до финала, где проиграл нокаутом узбекскому боксёру Аббосу Атоеву. Последний раз участвовал в программе национального первенства в 2008 году и снова дошёл до финала, после чего принял решение перейти в профессионалы. По собственному признанию, уйти из сборной ему пришлось из-за слишком высокой конкуренции со стороны более удачливых Матвея Коробова и Артура Бетербиева. Всего в любительском боксе он провёл 215 матчей, из них 193 завершил победой.
В августе 2019 года Ковалёв стал заслуженным мастером спорта России. Это звание, как правило, присуждается за любительские успехи, но в случае Ковалёва, очевидно, оно было получено им за результаты в профессиональном боксе.

## Профессиональная карьера
Карьеру профессионального боксёра Сергей Ковалёв начал в 2009 году в США, причём в первых девяти матчах уверенно нокаутировал соперников в первом и втором раундах.

### Начало карьеры
В начале карьеры около года жил и тренировался в лагере известного американского тренера Дона Тёрнера в Северной Каролине. По словам самого Сергея, благодаря Тёрнеру он научился правильно питаться. Часть этой диеты Ковалёв и по сей день использует во время подготовки к боям.
Первый по-настоящему серьёзный поединок выпал ему 9 октября 2010 года, в бою против американца Дарнелла Буна пришлось провести на ринге все восемь раундов, и победа досталась россиянину с большим трудом — раздельным решением судей. Это был первый 8-раундовый бой для Сергея, в 7 раунде Ковалёв первый раз своей карьере оказался в нокдауне, но сумел взять ситуацию в свои руки и довёл поединок до победы.

Выйдя на бой с Буном, я успел проголодаться до такого состояния, что желания не было выходить на бой. В первом же раунде, после удара с правой руки, я практически не мог ей больше бить, я её повредил на одном из курортов Турции, когда летал летом домой и вот в бою она меня забеспокоила. Дальше, 5 раундов я сумел держать бой в своей инициативе, после чего очень сильно устал, я никогда так в жизни не уставал за свои 215 боев в любительской карьере и предыдущих 9-ти профессиональных. Это было что-то! После 6-го раунда, когда я сел в угол в перерыве, мой мозг, а вернее моя память и сознание отключились. Я не помню абсолютно ничего. Очнулся в раздевалке, сознание стало приходить ко мне только тогда, когда я отдышался и уже находился в раздевалке. Так вот, а было со мной ТО, в последних тех раундах, во что я с трудом поверил, если бы не просмотрел видеозапись боя. Как я уже сказал, после 6-го раунда, я ничего не помнил. В конце седьмого раунда, я оказался в тяжелейшем нокдауне и неизвестно, что бы было дальше, если бы не гонг! Меня тогда спас гонг! Мне удалось отбегать как-то 8-й раунд и я даже ещё проявлял мужество в 8-м раунде, я атаковал. И вот, по окончании боя, судьи вынесли счёт: один судья отдал победу Буну, двое отдали победу мне. — Сергей Ковалёв о бое с Дарнеллом Буном
15 декабря 2010 года Ковалёв встретился с Кареном Аветисяном. Ковалёв проводил первый профессиональный бой на родине. В 6 раундовом бою Ковалёв победил единогласным решением судей. По словам Ковалёва, у него была разбита правая рука, только поэтому у него не получилось закончить бой досрочно, так как он боксировал одной левой рукой. После этого боя до 2014 года Ковалёв нокаутировал всех своих соперников.
29 июля 2011 года в 10-ти раундовом бою нокаутировал кенийца Дугласа Отиено завоевал свой первый пояс — Североамериканской боксёрской ассоциации NABA.
27 августа 2011 года Сергей Ковалёв провёл не очень удачный поединок, во втором раунде россиянин ударил своего противника Гровера Янга левой сбоку в голову, но судьи увидели в этом действии удар по затылку, непреднамеренное нарушение, и, поскольку американец из-за травмы не мог продолжать матч, присудили техническую ничью.

### Бой с Романом Симаковым
На 5 декабря 2011 года в Екатеринбурге был запланирован бой с Романом Симаковым за пояс чемпиона Азии в полутяжёлом весе по версии WBC. Ковалёв доминировал на протяжении всего боя. Роман пропустил очень много сильных ударов. За шесть раундов Симаков дважды побывал в так называемых «стоячих» нокдаунах, но поводов для остановки боя не давал. На 58 секунде 7-го раунда Роман упал, рефери остановил бой. Ковалёву присудили победу техническим нокаутом. Симаков встал, но у него подкосились ноги и он с трудом успел ухватиться за канаты. Через несколько секунд 27-летний боксёр потерял сознание. С ринга его унесли на носилках и срочно доставили в центральную городскую больницу № 24 г. Екатеринбурга. Как выяснилось в больнице, Роман впал в кому. Несмотря на предпринятые врачами меры, Роман Симаков, не приходя в сознание скончался в центральной городской больнице № 24 Екатеринбурга. По предварительным данным, причиной смерти явились тяжёлая черепно-мозговая травма и ушиб головного мозга.

### Реванш с Буном и победа над Томпсоном
В 2012 году Ковалёв стал тренироваться в зале у знаменитого тренера Джона Дэвида Джексона, а его менеджером стал Эгис Климас, после чего он заключил промоутерский контракт с Кэти Дувой и в июне уже провёл матч-реванш с Дарнеллом Буном — на сей раз до судейских решений дело не дошло, американец был нокаутирован уже во втором раунде. Затем последовали контракт с промоутерской компанией Main Events и победа над ньюйоркцем Лайонеллом Томпсоном, после чего спортсмен удостоился права встретиться с бывшим чемпионом мира Габриелем Кампильо.

### Бой с Габриелем Кампильо
В Анкасвилле вышел с первым грозным соперником — испанцем Габриелем Кампильо (21-5-1, 8 КО). После двух более-менее равных раундов, в которых небольшим преимуществом всё же владел Ковалёв, Сергей начал методично проверять организм испанца на выносливость. Непонятно, сколько бы ещё ударов и падений выдержал Кампильо, но рефери хватило трёх падений Габриэля, чтобы остановить встречу, зафиксировав технический нокаут. Ковалёв благодаря этой победе поднялся в мировом рейтинге до десятого места.

### Претендентский бой с Корнелиусом Уайтом
14 июня 2013 года Сергей Ковалёв в бою за звание обязательного претендента по версии IBF вышел на ринг против Корнелиуса Уайта. Ковалёв владел заметными преимуществом в первых двух раундах, а в третьем, после трёх нокдаунов Уайта, рефери остановил бой, зафиксировав победу российского боксёра техническим нокаутом. После боя Уайт сказал: «Ударная мощь Ковалёва — это что-то невероятное. Никогда не испытывал ничего подобного, хотя дрался и с тяжами, и даже с супертяжеловесами. У него кулаки не из камня даже, а скорее из стали».

### Чемпионский бой с Натаном Клеверли

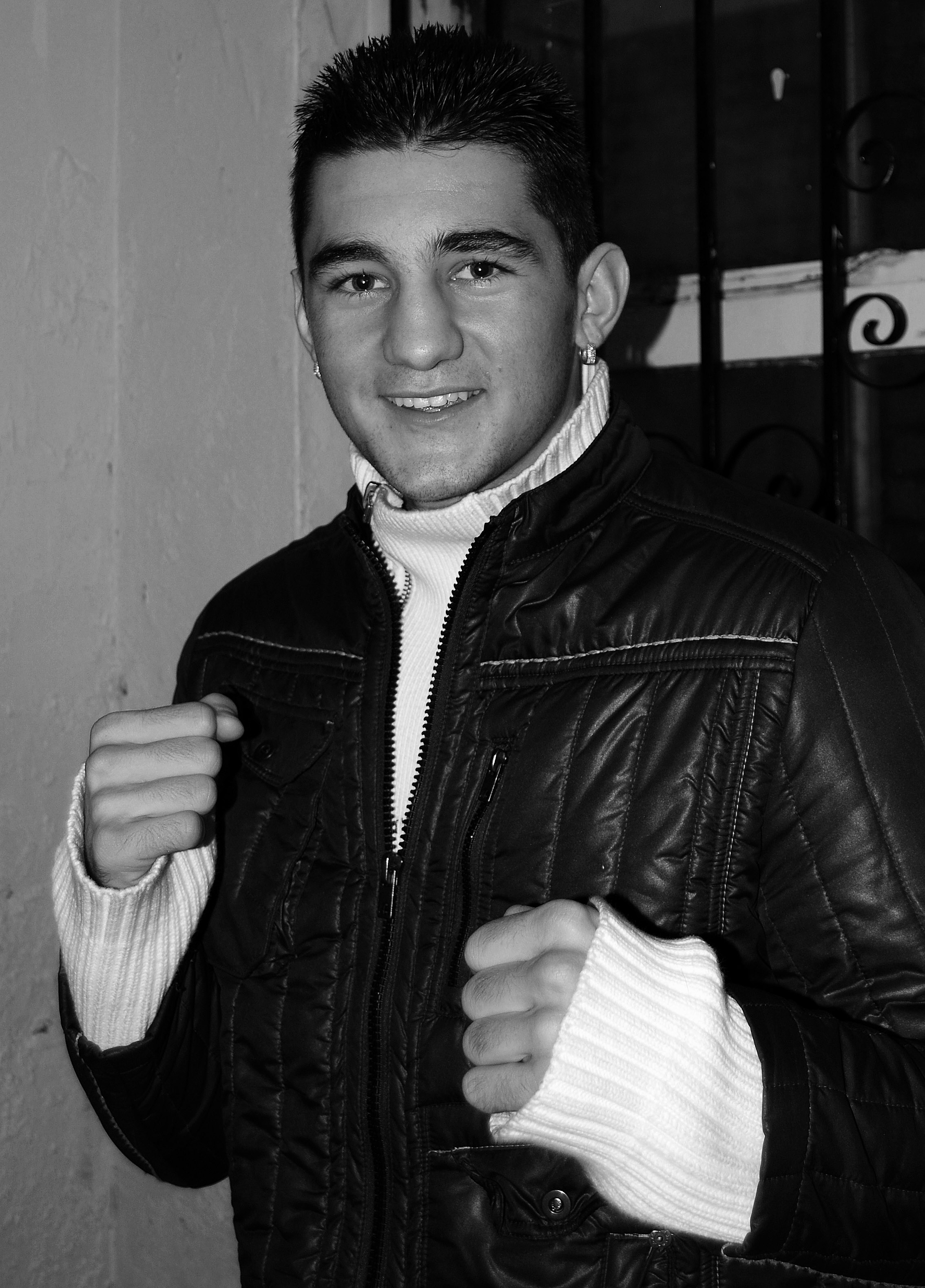
Натан Клеверли

17 августа 2013 года Сергей Ковалёв завоевал титул чемпиона мира в полутяжёлом весе по версии WBO, нокаутировав в четвёртом раунде 26-летнего британца Натана Клеверли. 12-раундовый поединок прошёл в Кардиффе в Уэльсе. В третьем раунде Ковалёв дважды отправлял соперника в нокдаун, а в четвёртом раунде победил техническим нокаутом. Судья остановил бой, посчитав, что Клеверли не может продолжить поединок. Следует заметить, что этот бой предложила провести команда Натана Клеверли, который до боя с Ковалёвым не знал поражений. Это была не обязательная, а добровольная защита чемпионского титула Натаном Клеверли. Другими словами, команда Клеверли была уверена в победе Натана.

### Бой с Исмаилом Силлахом
Первым соперником Ковалёва после завоевания титула чемпиона мира по версии WBO стал украинец Исмаил Силлах. В первом раунде соперники присматривались друг к другу, и победу в раунде с небольшим перевесом одержал Силлах. Однако уже в начале второго раунда Ковалёв отправил претендента в нокдаун встречным правым ударом в область левого виска. Силлах поднялся до окончания счёта рефери, но не смог оправиться от потрясения. В первой же атаке после нокдауна Ковалёв отправил соперника в тяжёлый нокаут.

### Бой с Седриком Агнью
29 марта 2014 года Сергей встретился с непобеждённым американцем Седриком Агнью. Во втором раунде Ковалёв послал американца в нокдаун, а затем послал в шестом раунде. В 7 раунде (ударом в печень) Сергей нокаутировал соперника и второй раз защитил чемпионский титул по версии WBO.

### Бой с Блэйком Капарелло
Третью защиту титула Сергей провёл с небитым ранее австралийцем Блэйком Капарелло (19-0-1). Ковалёв уверенно начал поединок, но после удара Капарелло в первом раунде зацепившись за ногу австралийца, потерял равновесие и коснулся рукой настила ринга, Сергею был отсчитан нокдаун. Но во втором раунде Сергей перестал присматриваться к Капарелло и ударом в печень отправил его в тяжёлый нокдаун. Однако, австралиец сумел продолжить поединок лишь для того, чтобы ещё дважды побывать на полу ринга. После этого рефери остановила бой, присудив победу россиянину.

### Объединительный бой с Бернардом Хопкинсом

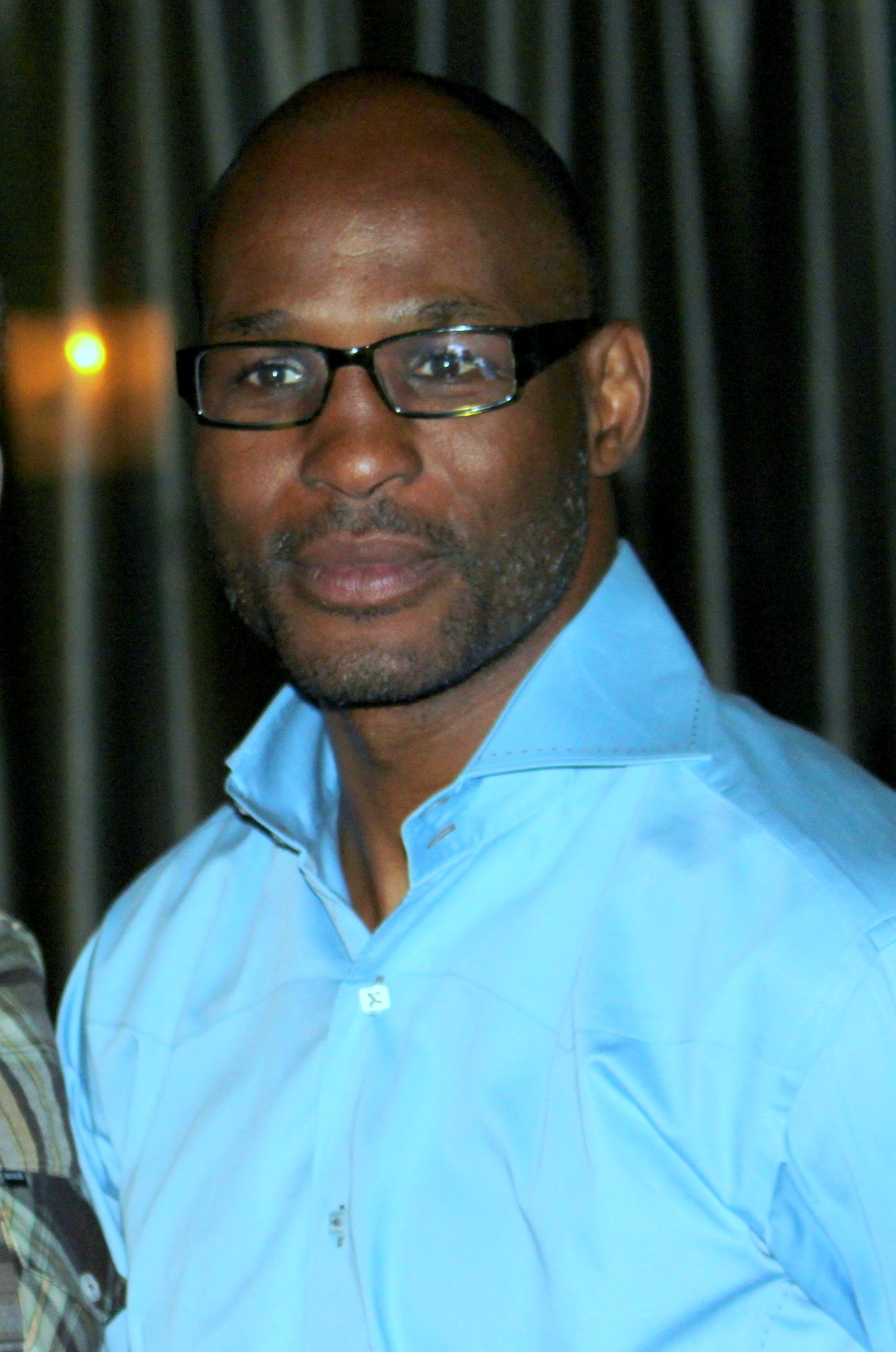
Бернард Хопкинс

9 ноября 2014 года долгожданный объединительный поединок состоялся. Ковалёв все 12 раундов уверенно лидировал и выиграл бой с подавляющим преимуществом (120—107, 120—107 и 120—106). Выиграл технично, не оставив Хопкинсу никаких шансов. Паузы между хорошо скоординированными серийными атаками Ковалёва были очень коротки. Сергей не дал Хопкинсу затеять привычный для Бернарда «грязный бокс» (с ударами головой в клинче). Уже в первом раунде Сергей отправил ветерана (Хопкинсу не хватало двух месяцев до 50-летия) в лёгкий нокдаун, а в остальных одиннадцати — методично поколачивал, заставляя заботиться только о защите. В восьмом раунде Ковалёв правым прямым через руку потряс Хопкинса. В конце двенадцатого раунда Сергей провёл несколько мощных атак подряд: до финального гонга Хопкинс на подкашивающихся ногах дрейфовал вдоль канатов в поисках «пятого угла». Но не упал. Сергей стал обладателем трёх поясов в одной весовой категории. На тот момент (ноябрь 2014 г.) сопоставимое достижение имел только тяжеловес Владимир Кличко (у полусредневеса Флойда Мэйуэзера четыре пояса, но в разных весовых категориях).

### Бой с Жаном Паскалем

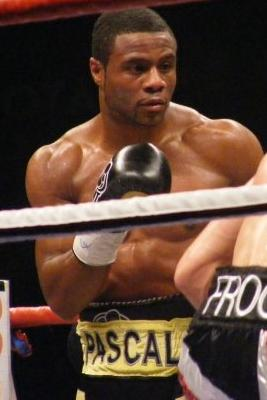
Жан Паскаль

14 марта 2015 года Сергей Ковалёв встретился с экс-чемпионом из Канады Жаном Паскалем. После относительно спокойного начала Сергей приступил к решительным действиям: уже в третьем раунде он отправил претендента в нокдаун (после серии ударов Ковалёва Паскаль едва не вывалился за пределы ринга). В четвёртом и пятом раундах Паскаль продолжал держаться под серийными атаками чемпиона, изредка проводя ответные удары. В шестом и седьмом раундах Паскалю удалось провести несколько успешных атак. В самом конце седьмого раунда Ковалёв провёл точный удар в голову Паскаля. Под действием этого удара Жан начал восьмой раунд, в начале которого Сергей выполнил мощную серию точных ударов в голову. Стоя у канатов, Паскаль перестал не только отвечать на удары, но и защищаться. Заботясь о здоровье потрясённого претендента, судья остановил бой.

### Бой с Наджибом Мохаммеди
25 июля 2015 года встретился с обязательным претендентом на титул IBF французом Наджибом Мохаммеди. Для подготовки к этому бою Сергей привлёк боксёров-любителей Александра Соляникова и Даниила Шведа, с которыми хорошо знаком ещё со времён выступления за сборную России. Во 2-м раунде Ковалёв отправил Мохаммеди на настил ринга, но француз сумел подняться. В 3-м раунде Ковалёв снова отправил претендента в нокдаун. Мохаммеди не поднялся до окончания счёта рефери. Ковалёв победил нокаутом.

### Бой с Жаном Паскалем II
30 января 2016 года состоялся матч-реванш с Паскалем. Бой, как и первый, прошёл на арене «Белл-Центр» в Монреале. Ради этого боя Паскаль ушёл к новому тренеру Фредди Роучу, но это ему не помогло. Ковалёв захватил преимущество с начала боя, не позволяя сопернику выиграть ни одного раунда. После семи раундов избиения Паскаля, Роуч снял своего подопечного с боя.

### Бой с Айзеком Чилембой
11 июля 2016 года состоялся бой Сергея Ковалёва с Айзеком Чилембой. Этот бой, считался разминочным перед боем с Андре Уордом. Чилемба занимал на момент боя 7 место в рейтинге полутяжеловесов по версии журнала The Ring. Преимущество Сергея не было подавляющим, но вопросов не вызывало — в целом, он попадал и больше, и основательнее, хотя Айзек имел успешные моменты и даже выигранные раунды. В седьмой трёхминутке Ковалёв отправил претендента в нокдаун, попав справа, а в восьмой вновь основательно потряс визави — на этот раз попаданием слева. Чилемба выстоял и больше на грани досрочного поражения не оказывался.117-110, 116—111, 118—109 — итоговый вердикт судей в пользу российского боксёра. По словам Сергея, бой, как он и ожидал, оказался непростым.
Позже Ковалёв заявил что перечислит свой гонорар за этот бой в пользу семьи Романа Симакова, погибшего в декабре 2011 года после их очного поединка.

### Бой с Андре Уордом
О данном бое договаривались уже давно. В ноябре 2015 года Уорд перешёл из второго среднего веса в полутяжёлый и подписал контракт с HBO. Этот контракт включал в себя бой Ковалёв — Уорд. В апреле 2016 года бой был официально подтверждён. Дата проведения — 19 ноября 2016 года. По мнению многих специалистов этот поединок являлся одним из самых ожидаемых и интригующих в боксе, так как на ринге встречаются два непобеждённых чемпиона (действующий и бывший). Оба спортсмена признавались боксёрами года по версии журнала «The Ring» и оба были лучшими боксёрами дивизиона (полутяжёлого и второго среднего). Небольшим фаворитом в этом бою у букмекеров выступал Андре Уорд; среди специалистов и боксёров немало и тех, кто отдавал предпочтение Ковалёву. Вечер бокса прошёл на HBO PPV. Для Сергея это первый бой, организованный по системе платных трансляций. Ковалёв хорошо начал бой. Во 2-м раунде россиянин отправил своего соперника в нокдаун. Однако, Уорд быстро восстановился и продолжил бой. Постепенно поединок выровнялся. Чемпион прессинговал и наносил силовые удары. Претендент действовал вторым номером и работал, в основном, джебом. В итоге, схватка продлилась все 12 раундов. Судьи единогласно отдали победу Уорду со счётом 114—113. Сергей не согласился с решением судей, назвав его абсурдом. Ряд известных экспертов (Гарольд Ледерман, Ларри Мерчант и др.) также считает, что победу одержал Ковалёв. Россиянин решил воспользоваться пунктом о незамедлительном реванше, который был прописан в контракте.

### Бой-реванш с Андре Уордом
17 июня 2017 года состоялся второй бой против Андре Уорда. Поединок получился близким и конкурентным. У обоих спортсменов были удачные моменты. В 7-м раунде Уорд начал все чаще проводить атаки в нижнюю часть живота, имея плохую чистоту данных ударов, так как по крайней мере три из них попали в пах. После одного из таких ударов Ковалёв начал сигнализировать судье в ринге об этом. Но судья в ринге не обратил на это внимание. В 8-м раунде Уорд потряс Ковалёва ударом справа. Андре пошёл на добивание. В своей атаке чемпион нанёс несколько ударов ниже пояса. Ковалёв согнулся от этих ударов. Рефери остановил бой, зафиксировав очень спорную победу американца техническим нокаутом. Сам Сергей назвал такую остановку безумием.

### Смена тренера. Чемпионский бой с Вячеславом Шабранским
Осенью 2017 года Ковалёв и его тренер, Джон Дэвид Джексон, прекратили сотрудничество. Джексон заявил следующее: «С ним очень тяжело работать. Он создаёт плохой имидж россиянам. Я тренировал многих из них, и они отличные ребята. Они тебе последнюю майку отдадут, если нужно. А Ковалёв — конкретный придурок. Он хочет, чтобы всё было только для него. Он эгоистичен». Джексон также был крайне недоволен работой Сергея на тренировках. Сам Сергей сказал, что работа с Джексоном не принесла ему никакой пользы: «За всё время работы с Джексоном я ничего не получил от него. Он ничего не давал мне, а только держал лапы. Я не чувствовал никакой помощи от него в ринге, потому что всю подготовку планировал сам. Не хочу говорить ничего плохого о Джексоне — он хороший человек, но для меня он не тренер».
В сентябре 2017 года было объявлено, что 25 ноября Ковалёв встретится с украинцем Вячеславом Шабранским. В октябре Ковалёв сказал, что его новым тренером станет Аброр Турсунпулатов. Турсунпулатов наиболее известен по работе с Олимпийским чемпионом 2016 года узбекистанцем Фазлиддином Гаибназаровым. Также, в октябре было объявлено, что в бою Ковалёв — Шабранский будет стоять на кону вакантный титул чемпиона мира в полутяжёлом весе по версии WBO. Поединок состоялся в Мэдисон-сквер-гарден. В 1-м раунде Ковалёв дважды отправил Шабранского в нокдаун, а во 2-м раунде после нокдауна и добивания со стороны россиянина, рефери остановил бой. Помимо титула WBO, Сергей также завоевал вакантные титулы чемпиона мира по второстепенным организациям IBA и EBP.

### Бой с Игорем Михалкиным

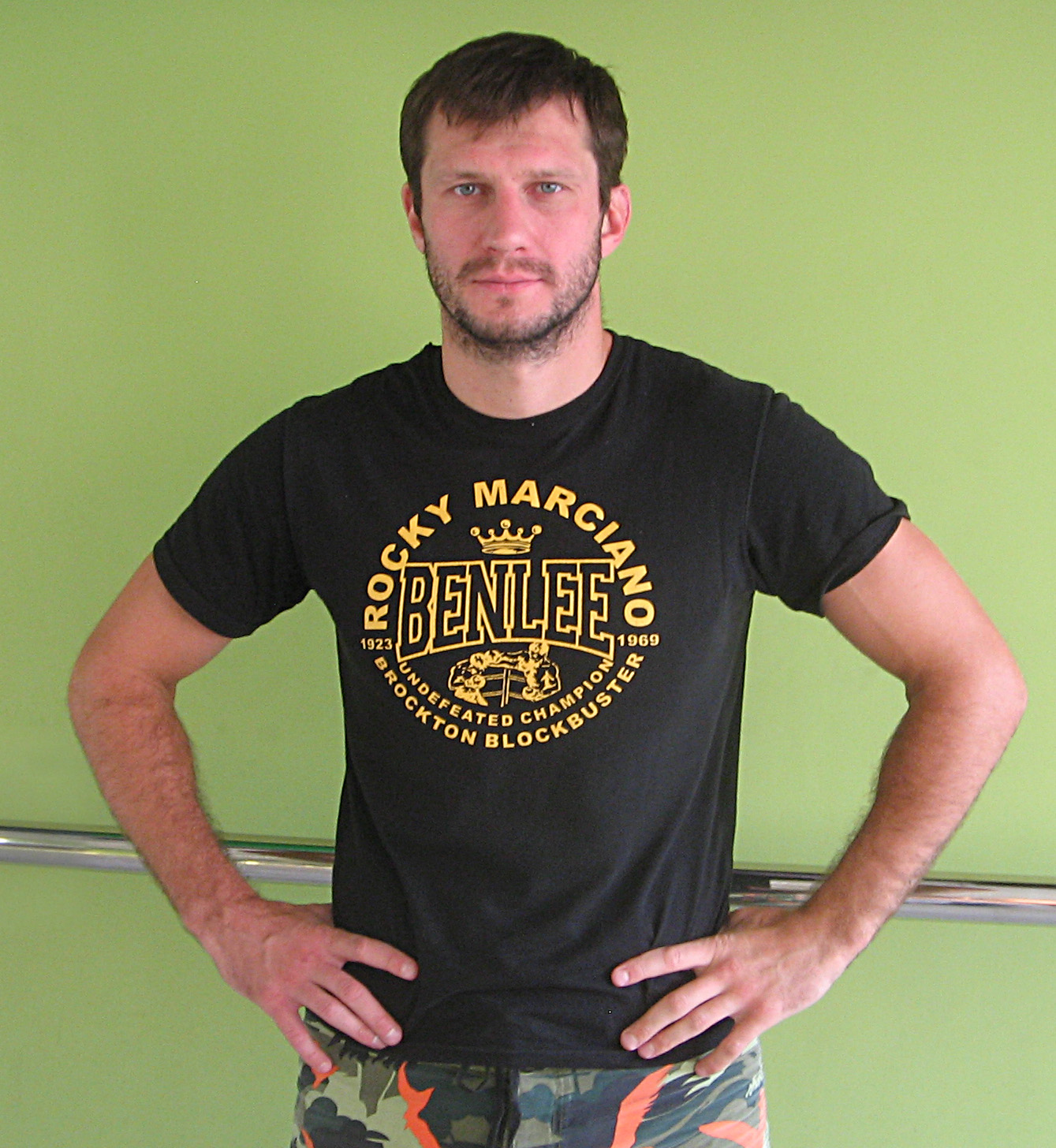
Игорь Михалкин

В декабре 2017 года было объявлено, что 3 марта 2018 года Сергей встретится с россиянином Игорем Михалкиным. Ковалёв уверенно начал бой и наносил больше точных ударов. Начиная с 3-го раунда Михалкин стал больше двигаться и заставлял чемпиона чаще промахиваться. Тем не менее, Сергей выглядел убедительнее и выигрывал раунды. Кроме того, у Игоря появилось сильное рассечение из-за которого он стал хуже видеть. В 7-м раунде рефери остановил бой, зафиксировав досрочную победу действующего чемпиона.

### Бой с Элейдером Альваресом
Бой между Сергеем Ковалёвым и боксёром колумбийского происхождения Элейдером Альваресом состоялся 4 августа в американском городе Атлантик-Сити. Первые два раунда Ковалёв проводил умеренно активную разведку, однако встречал молниеносную реакцию соперника — джеб в открывающуюся голову. Альварес, работая вторым номером, пресекал атаку за атакой, и российский боксёр ввязываться в плотный бой не спешил. Затянувшееся прощупывание публика не одобряла, в некоторых моментах даже раздавался недовольный свист. В третьем раунде обмен ударами стал нарастать, и в следующей трехминутке российский боксёр обрушил на голову колумбийца целую серию ударов — один из которых оказался чувствительным. В пятом и шестом раундах определилось доминирование российского боксёра, а Альварес не мог этому что-либо противопоставить. В середине седьмого раунда Ковалёв пропустил крепкий удар правой и не устоял на ногах. После отсчета рефери российский боксёр энергично продолжил схватку, придавая собственной защите мало значения. Альварес моментально воспользовался слабой обороной соперника, и последствия его «двойки», нанесенной в голову Ковалёва, оказались уже более ощутимыми. Тем не менее, Ковалёв вновь поднялся и вновь изъявил желание драться. Однако очередной сокрушающий удар колумбийца поставил точку в противостоянии — нокаутом Сергею Ковалёву было засчитано поражение.
21 сентября 2018 года Ковалёв объявил о смене тренера. Его новым наставником стал американец Бадди Макгирт.

### Реванш с Элейдером Альваресом
В ночь со 2 на 3 февраля 2019 года Сергей Ковалёв победил колумбийца Элейдера Альваресав в поединке, который состоялся во Фриско (США). Проведение реванша предусматривал контракт на первый бой. Сергей не стремился нокаутировать соперника, а дисциплинированно боксировал на протяжении 12 раундов. Россиянин переигрывал колумбийца, нанёс больше точных ударов (213 против 111) и уверенно выиграл поединок. Счёт судейских записок: 116—112, 116—112, 120—108. Таким образом, Ковалёв смог вернуть себе чемпионский пояс WBO в весовой категории до 79,38 кг. Альварес потерпел первое поражение на профессиональном ринге в своем 25 поединке.

### Бой с Энтони Ярдом
Бой между Сергеем Ковалёвым и Энтони Ярдом состоялся 24 августа 2019 года на арене «Трактор» в Челябинске. Для Ковалёва это была обязательная защита титула WBO. Бой выдался очень зрелищным и конкурентным. После осторожного начала Ковалёв взял инициативу в свои руки. Ярд уступал в технике, но нередко попадал слева. В 8 раунде Ярд очень сильно потряс Ковалёва. Ярд был близок к досрочной победе, но Ковалёв выстоял. В 9 раунде Ковалёв перехватил инициативу. В конце 10 раунда Ковалёв сильно потряс Ярда. В 11 раунде Ковалёв отправил Ярда в тяжёлый нокаут ударом слева.
В интервью после боя Ковалёв посвятил свою победу Максиму Дадашеву, скончавшемуся вследствие полученных травм после поединка с Сабриэлем Матиасом.

### Бой с Саулем Альваресом
2 ноября 2019 года на арене «MGM Grand Garden Arena» встретился с чемпионом мира в 3 весовых категориях Саулем Альваресом. Бой проходил с переменным успехом, Ковалёв преимущественно выбрасывал прямые удары, а Альварес пробивал акцентированные силовые удары. В конце поединка Ковалёв выглядел уставшим, и пропустив несколько акцентированных ударов по челюсти в 11-м раунде был нокаутирован.

### Отменённые бои с Баррерой и Меликузиевым
В марте 2020 года было объявлено, что 25 апреля Ковалёв встретится с кубинцем Салливаном Баррерой в промежуточном весе (до 180 фунтов). Вечер бокса был отменён из-за пандемии коронавируса. 30 января 2021 года в СК «ВТБ Арена» должен был пройти вечер бокса, в котором Ковалёв должен был встретиться с узбекистанским боксёром Бектемиром Меликузиевым. Однако 13 января допинг проба, взятая у Ковалёва 30 декабря 2020 года, показала положительный результат на наличие синтетического тестостерона. Вследствие этого вечер бокса, в котором также должен был провести защиту своего титула Артур Бетербиев, и вовсе был отменён. Через несколько дней Ковалёв провалил второй тест на синтетический тестостерон.

### Бой с Тервелом Пулевым
В марте 2022 года было объявлено, что 14 мая Ковалёв встретится с китайцем Мэном Фаньлуном в промежуточном весе (до 188 фунтов). Через несколько дней стало известно, что соперником Сергея станет болгарин Тервел Пулев. Фаньлун решил провести бой в рамках полутяжёлого веса против канадца Жана Паскаля. 14 мая 2022 года Сергей Ковалёв впервые выступил в первом тяжёлом весе против болгарского боксёра Тервела Пулева. Бой длительностью 10 раундов проводился в американском городе Инглвуд (Калифорния). Сергей доминировал большую часть поединка, превосходя соперника в движении и количестве точных ударов. Пулев отметился только периодическими грязными ударами по затылку, полностью уступив сопернику во всех компонентах бокса. Судьи единогласно присудили победу Ковалёву.

### Бой с Робином Сафаром
Поединок с небитым Сафаром прошел в андеркарде боя за звание абсолютного чемпиона мира между Тайсоном Фьюри и Александром Усиком. В начале февраля Фьюри получил травму во время спарринга. Весь вечер бокса, включая бой Ковалёва, был перенесён на 18 мая. Сергей неплохо начал бой и составлял достойную конкуренцию более молодому сопернику. Но начиная с 4-го раунда швед стал забирать бой себе. Он был точнее, больше бил и явно вел бой. В 10-м раунде Сафар послал уставшего Ковалева в нокдаун. Судьи выставили счет в пользу шведа: 94—95, 90—99, 92—97.

### Прощальный бой с Артуром Манном
18 апреля 2025 года в Челябинске (Россия) провел свой прощальный бой в лимите крузервейта (до 90,7 кг) досрочно победив Артура Манна (22-5, 13 КО). Более тяжелый соперник пошёл вперёд и начал поддавливать Ковалева. Более тяжелый и габаритный Манн не обращал внимание на пропущенные удары пытаясь донести свой удар. Во втором раунде Ковалев поймал немца боковым и отправил в нокдаун. Сергей не смог воспользоваться ситуацией и уже в 3-м раунде Манн перехватил инициативу, но получил рассечение. Последующие ранды проходили в обоюдоострой борьбе на встречных курсах. Манн пытался поймать Сергея на удар, но пропускал сам. В 7-й трехминутке Артур вновь пропустил боковой и ему был отсчитан нокдаун. После того как он встал угол снял его с боя. Ковалёв ТКО 7.

## Статистика боёв
В таблице перечислены результаты всех поединков боксёров.
В каждой строке указан результат поединка. Дополнительно номер поединка обозначен цветом, который обозначает итог поединка. Расшифровка обозначений и цветов представлена в нижеследующей таблице.
| Пример | Расшифровка                     |
| ------ | ------------------------------- |
|        | Победа                          |
|        | Ничья                           |
|        | Поражение                       |
|        | Планируемый поединок            |
|        | Поединок признан несостоявшимся |
| КО     | Нокаут                          |
| ТКО    | Технический нокаут              |
| PTS    | Решение судей (по очкам)        |
| UD     | Единогласное решение судей      |
| MD     | Решение большинства судей       |
| SD     | Раздельное решение судей        |
| RTD    | Отказ от продолжения боя        |
| DQ     | Дисквалификация                 |
| NC     | Поединок признан несостоявшимся |

| 42 поединков, 36 побед (30 нокаутом), 1 ничья, 5 поражений. | 42 поединков, 36 побед (30 нокаутом), 1 ничья, 5 поражений. | 42 поединков, 36 побед (30 нокаутом), 1 ничья, 5 поражений. | 42 поединков, 36 побед (30 нокаутом), 1 ничья, 5 поражений. | 42 поединков, 36 побед (30 нокаутом), 1 ничья, 5 поражений. | 42 поединков, 36 побед (30 нокаутом), 1 ничья, 5 поражений. | 42 поединков, 36 побед (30 нокаутом), 1 ничья, 5 поражений. |
| Бой                                                         | Дата                                                        | Соперник                                                    | Место проведения                                            | Результат                                                   | Примечание |                                                             |
| ----------------------------------------------------------- | ----------------------------------------------------------- | ----------------------------------------------------------- | ----------------------------------------------------------- | ----------------------------------------------------------- | --- | ----------------------------------------------------------- |
| 42                                                          | 18 апреля 2025                                              | Артур Манн (22-4)                                           | Челябинск, Россия                                           | КО 7                                                        | Бой за пояс IBA Intercontinental в 1-м тяжёлом весе. |                                                             |
| 41                                                          | 18 мая 2024                                                 | Робин Сирван Сафар (16-0)                                   | Kingdom Arena, Эр-Рияд, Саудовская Аравия                   | UD 10                                                       | Счёт: 94-95, 90-99, 92-97. Ковалёв в нокдауне в 10-м раунде. |                                                             |
| 40                                                          | 14 мая 2022                                                 | Тервел Пулев (16-0)                                         | Форум, Инглвуд, Калифорния, США                             | UD 10                                                       | Счёт: 97-93, 98-92 (дважды). Бой в 1-м тяжёлом весе. |                                                             |
| Перешёл в первый тяжёлый вес — 200 фунтов (до 90,72 кг).    |                                                             |                                                             |                                                             |                                                             | |                                                             |
| 39                                                          | 2 ноября 2019                                               | Сауль Альварес (52-1-2)                                     | MGM Grand Garden Arena, Лас-Вегас, Невада, США              | KO 11 (12), 2:15                                            | Утратил титул чемпиона мира по версии WBO (2-я защита Ковалёва) в полутяжёлом весе. |                                                             |
| 38                                                          | 24 августа 2019                                             | Энтони Ярд (18-0)                                           | ДС Трактор, Челябинск, Россия                               | TKO 11 (12), 2:04                                           | Защитил титул чемпиона мира по версии WBO (1-я защита Ковалёва) в полутяжёлом весе. |                                                             |
| 37                                                          | 2 февраля 2019                                              | Элейдер Альварес (2) (24-1)                                 | The Ford Center at The Star, Фриско, Техас, США             | UD 12                                                       | Завоевал титул чемпиона мира по версии WBO (1-я защита Альвареса) в полутяжёлом весе. Счёт: 116-112 (двое), 120-108.                                                                                 |                                                             |
| 36                                                          | 4 августа 2018                                              | Элейдер Альварес (24-0)                                     | Etess Arena, Атлантик-Сити, Нью-Джерси, США                 | KO 7 (12), 2:45                                             | Утратил титулы чемпиона мира по версиям WBO (2-я защита Ковалёва) и IBA в полутяжёлом весе. Ковалёв дважды в нокдауне в 7 раунде.                                                                    |                                                             |
| 35                                                          | 3 марта 2018                                                | Игорь Михалкин (21-1)                                       | Madison Square Garden, Нью-Йорк, США                        | TKO 7 (12), 2:25                                            | Защитил титулы чемпиона мира по версии WBO (1-я защита Ковалёва) и чемпиона EBP в полутяжёлом весе.                                                                                                  |                                                             |
| 34                                                          | 25 ноября 2017                                              | Вячеслав Шабранский (19-1)                                  | Madison Square Garden, Нью-Йорк, США                        | ТКО 2 (12), 2:36                                            | Завоевал вакантные титулы чемпиона мира по версии WBO, чемпиона мира по версиям IBA и EBP в полутяжёлом весе. Шабранский дважды в нокдауне в 1-м раунде и один раз во 2-м раунде.                    |                                                             |
| 33                                                          | 17 июня 2017                                                | Андре Уорд (2) (31-0)                                       | Мандалай-Бэй, Лас-Вегас, Невада, США                        | TKO 8 (12), 2:29                                            | Бой за титулы чемпиона мира в полутяжёлом весе по версиям WBA super, IBF и WBO (1-я защита Уорда) и за вакантный титул The Ring                                                                      |                                                             |
| 32                                                          | 19 ноября 2016                                              | Андре Уорд (30-0)                                           | Ти-Мобайл Арена, Лас-Вегас, Невада, США                     | UD 12                                                       | Утратил титулы чемпиона мира в полутяжёлом весе по версиям WBA super (5-я защита Ковалёва), IBF (5-я защита Ковалёва) и WBO (9-я защита Ковалёва). Уорд в нокдауне во 2 раунде. Счёт: 113-114 (все)  |                                                             |
| 31                                                          | 11 июля 2016                                                | Айзек Чилемба (24-3-2)                                      | ДИВС, Екатеринбург, Россия                                  | UD 12                                                       | Чемпион мира в полутяжёлом весе по версиям WBA super (4-я защита Ковалёва), IBF (4-я защита Ковалёва) и WBO (8-я защита Ковалёва). Чилемба в нокдауне в 7-м раунде. Счёт: 118-109, 117-110, 116-111. |                                                             |
| 30                                                          | 30 января 2016                                              | Жан Паскаль (2) (30-3-1)                                    | Белл-центр, Монреаль, Канада                                | RTD 7 (12), 3:00                                            | Чемпион мира в полутяжёлом весе по версиям WBA super (3-я защита Ковалёва), IBF (3-я защита Ковалёва) и WBO (7-я защита Ковалёва).                                                                   |                                                             |
| 29                                                          | 25 июля 2015                                                | Наджиб Мохаммеди (37-3-0)                                   | Мандалай-Бэй, Лас-Вегас, Невада, США                        | KO 3 (12), 2:38                                             | Чемпион мира в полутяжёлом весе по версиям WBA super (2-я защита Ковалёва), IBF (2-я защита Ковалёва) и WBO (6-я защита Ковалёва). Мохаммеди в нокдауне во 2-м раунде.                               |                                                             |
| 28                                                          | 14 марта 2015                                               | Жан Паскаль (29-2-1)                                        | Белл-центр, Монреаль, Канада                                | TKO 8 (12), 1:03                                            | Чемпион мира в полутяжёлом весе по версиям WBA super (1-я защита Ковалёва), IBF (1-я защита Ковалёва) и WBO (5-я защита Ковалёва). Паскаль в нокдауне в 3-м раунде.                                  |                                                             |
| 27                                                          | 8 ноября 2014                                               | Бернард Хопкинс (55-6-2)                                    | Boardwalk Hall, Атлантик-Сити, США                          | UD 12                                                       | Чемпион мира в полутяжёлом весе по версиям WBA super (1-я защита Хопкинса), IBF (3-я защита Хопкинса) и WBO (4-я защита Ковалёва). Хопкинс в нокдауне в 1 раунде. Счёт: 120-106, 120-107, 120-107.   |                                                             |
| 26                                                          | 2 августа 2014                                              | Блэйк Капарелло (19-0-1)                                    | Revel Resort, Атлантик-Сити, США                            | TKO 2 (12)                                                  | Чемпион мира в полутяжёлом весе по версии WBO (3-я защита Ковалёва). Ковалёв в нокдауне в 1-м раунде. Капарелло 2 раза в нокдауне во 2-м раунде.                                                     |                                                             |
| 25                                                          | 29 марта 2014                                               | Седрик Агнью (26-0)                                         | Boardwalk Hall, Атлантик-Сити, США                          | КО 7 (12)                                                   | Чемпион мира в полутяжёлом весе по версии WBO (2-я защита Ковалёва). |                                                             |
| 24                                                          | 30 ноября 2013                                              | Исмаил Силлах (21-1)                                        | Pepsi Coliseum, Квебек-Сити, Канада                         | KO 2 (12)                                                   | Чемпион мира в полутяжёлом весе по версии WBO (1-я защита Ковалёва). |                                                             |
| 23                                                          | 17 августа 2013                                             | Нэйтен Клеверли (26-0)                                      | Motorpoint Arena Cardiff, Кардифф, Уэльс, Великобритания    | TKO 4 (12)                                                  | Чемпион мира в полутяжёлом весе по версии WBO (6-я защита Клеверли). Клеверли 2 раза в нокдауне в 3 раунде.                                                                                          |                                                             |
| 22                                                          | 14 июня 2013                                                | Корнелиус Уайт (21-1)                                       | Sands Bethlehem Event Center, Бетлехем, Пенсильвания, США   | TKO 3 (10)                                                  | Претендентский бой IBF в полутяжелом весе. |                                                             |
| 21                                                          | 19 января 2013                                              | Габриель Кампильо (21-4-1)                                  | Мохеган Сан, Монтвилл, США                                  | TKO 3 (10)                                                  | В третьем раунде Кампильо трижды был в нокдауне. |                                                             |
| 20                                                          | 21 сентября 2012                                            | Лайонелл Томпсон (12-1-0)                                   | Sands Casino Resort, Бетлехем, США                          | TKO 3 (10)                                                  | |                                                             |
| 19                                                          | 1 июня 2012                                                 | Дарнелл Бун (19-18-3)                                       | Sands Casino Resort, Бетлехем, США                          | TKO 2 (8)                                                   | |                                                             |
| 18                                                          | 5 декабря 2011                                              | Роман Симаков (19-1-1)                                      | ДИВС, Екатеринбург, Россия                                  | TKO 7 (12)                                                  | Бой за звание чемпиона Азии по версии WBC. |                                                             |
| 17                                                          | 27 августа 2011                                             | Гровер Янг (5-4-0)                                          | Playboy Mansion, Лос-Анджелес, США                          | TD 2 (8)                                                    | Янг не смог продолжить бой после удара Ковалёва по затылку. |                                                             |
| 16                                                          | 29 июля 2011                                                | Дуглас Отиено (23-6-0)                                      | Cosmopolitan, Лас-Вегас, США                                | KO 2 (10)                                                   | Бой за звание чемпиона по версии NABA. |                                                             |
| 15                                                          | 6 мая 2011                                                  | Терранс Вудс (8-1-0)                                        | Fantasy Springs, Индио, США                                 | KO 3 (8)                                                    | |                                                             |
| 14                                                          | 1 апреля 2011                                               | Джулиус Фогл (15-6-0)                                       | UIC Pavilion, Чикаго, США                                   | KO 2 (8)                                                    | Во втором раунде Фогл дважды был в нокдауне. |                                                             |
| 13                                                          | 12 марта 2011                                               | Уильям Джонсон (9-23-1)                                     | Hilton Towers, Лафайетт, США                                | TKO 2 (6)                                                   | |                                                             |
| 12                                                          | 15 декабря 2010                                             | Карен Аветисян (3-1-1)                                      | Водолей, Екатеринбург, Россия                               | UD 6                                                        | |                                                             |
| 11                                                          | 19 ноября 2010                                              | Даллас Варгас (22-2-0)                                      | UIC Pavilion, Чикаго, США                                   | TKO 2 (8)                                                   | Во втором раунде Варгас дважды был в нокдауне. |                                                             |
| 10                                                          | 9 октября 2010                                              | Дарнелл Бун (17-15-3)                                       | Metro Fitness, Атланта, США                                 | SD 8                                                        | В 7 раунде Ковалёв впервые оказался в нокдауне. |                                                             |
| 9                                                           | 11 сентября 2010                                            | Киа Дениэлс (6-5-0)                                         | Особняк Playboy, Лос-Анджелес, США                          | KO1 (6)                                                     | |                                                             |
| 8                                                           | 19 июня 2010                                                | Харли Килфиан (8-5-0)                                       | Emerald Queen, Такома, США                                  | TKO 2 (6)                                                   | Во втором раунде Килфиан падал шесть раз. |                                                             |
| 7                                                           | 19 марта 2010                                               | Натан Бедвелл (дебют)                                       | Derby Park Expo, Луисвилл, США                              | TKO 1 (4)                                                   | |                                                             |
| 6                                                           | 6 марта 2010                                                | Франсуа Амбан (2-5-1)                                       | Patriot Center, Фэрфакс, США                                | KO 2 (6)                                                    | |                                                             |
| 5                                                           | 10 октября 2009                                             | Мики Стэкхаус (6-20-1)                                      | CCEC, Гринсборо, США                                        | TKO 2 (4)                                                   | |                                                             |
| 4                                                           | 12 сентября 2009                                            | Айодежи Фадейи (10-8-1)                                     | Особняк Playboy, Лос-Анджелес, США                          | RTD 1 (4)                                                   | |                                                             |
| 3                                                           | 29 августа 2009                                             | Майкл Бёртмарк (1-3-0)                                      | Emerald Queen, Такома, США                                  | RTD 1 (4)                                                   | |                                                             |
| 2                                                           | 8 августа 2009                                              | Деррил Джонсон (0-1-0)                                      | MCC, Коламбия, США                                          | TKO 1 (4)                                                   | |                                                             |
| 1                                                           | 25 июля 2009                                                | Даниэль Чавес (дебют)                                       | Coliseum, Гринсборо, США                                    | TKO 1 (4)                                                   | Профессиональный дебют. |                                                             |
| Бой                                                         | Дата                                                        | Соперник                                                    | Место проведения                                            | Результат                                                   | Примечание |                                                             |

## Pay-per-view продажи
Информация о боях Сергея Ковалёва, которые показывались по системе платных трансляций.
| Номер | Дата           | Бой                 | Продажи | Трансляция | Доход        |
| ----- | -------------- | ------------------- | ------- | ---------- | ------------ |
| 1     | 19 ноября 2016 | Kovalev vs. Ward    | 165 000 | HBO        | 10 700 000 $ |
| 2     | 17 июня 2017   | Ward vs. Kovalev II | 135 000 | HBO        | ?            |

## Предпринимательская деятельность

#### Промоутерская компания
Летом 2015 года объявил о создании собственной промоутерской компании — Krusher Promotion. Первое шоу должно было пройти осенью этого же года. Бой планировалось провести в ноябре в Москве. Однако, его пришлось отменить, так как не удалось договориться ни с кем из потенциальных соперников.

#### Интернет-магазин
Ковалёв имеет собственный интернет магазин, который называется «KRUSHER». Он продаёт оригинальную одежду для тренировок и повседневной жизни, боксёрское оборудование и сувениры от Сергея Ковалёва.

## Интересные факты
- На ринг выходит под песню «Вечно молодой» группы «Смысловые галлюцинации».
- Первый российский боксёр, становившийся боксёром года по версии журнала «Ринг».
- Константин Цзю, Артур Бетербиев, Дмитрий Бивол и Сергей Ковалёв являются единственными российскими боксёрами, сумевшими завоевать 3 титула.
- Занимал наивысшую позицию в рейтинге Pound for Pound по версии журнала «Ринг» среди российских боксёров — 2-е место.
- Один из 5 чемпионов полутяжёлого веса, которые становились чемпионами по 3 разным версиям.
- После побед над Натаном Клеверли и Бернардом Хопкинсом, промоутер Ковалёва Кэти Дува дарила Ковалёву кольца, символизирующие выигранные чемпионские пояса.

## Стиль ведения боя
Как правило, действует в агрессивной манере и постоянно оказывает давление на соперника. Обладает тяжёлым ударом, но при этом не делает ставку на один удар, а работает комбинационно. Отлично работает джебом, умеет контролировать дистанцию, обладает хорошим таймингом.

## Проблемы с законом
9 июня 2018 года Ковалёв был арестован в Калифорнии за нападение на женщину по имени Джейми Фронтц, повлекшее серьёзные травмы, включая сотрясение мозга, сломанный нос и смещение шейного диска. В октябре 2020 года Ковалёв был осуждён на срок три года тюремного заключения условно. Также он обязан выплатить потерпевшей 650 000 долларов и пройти курсы по управлению гневом.

## Достижения

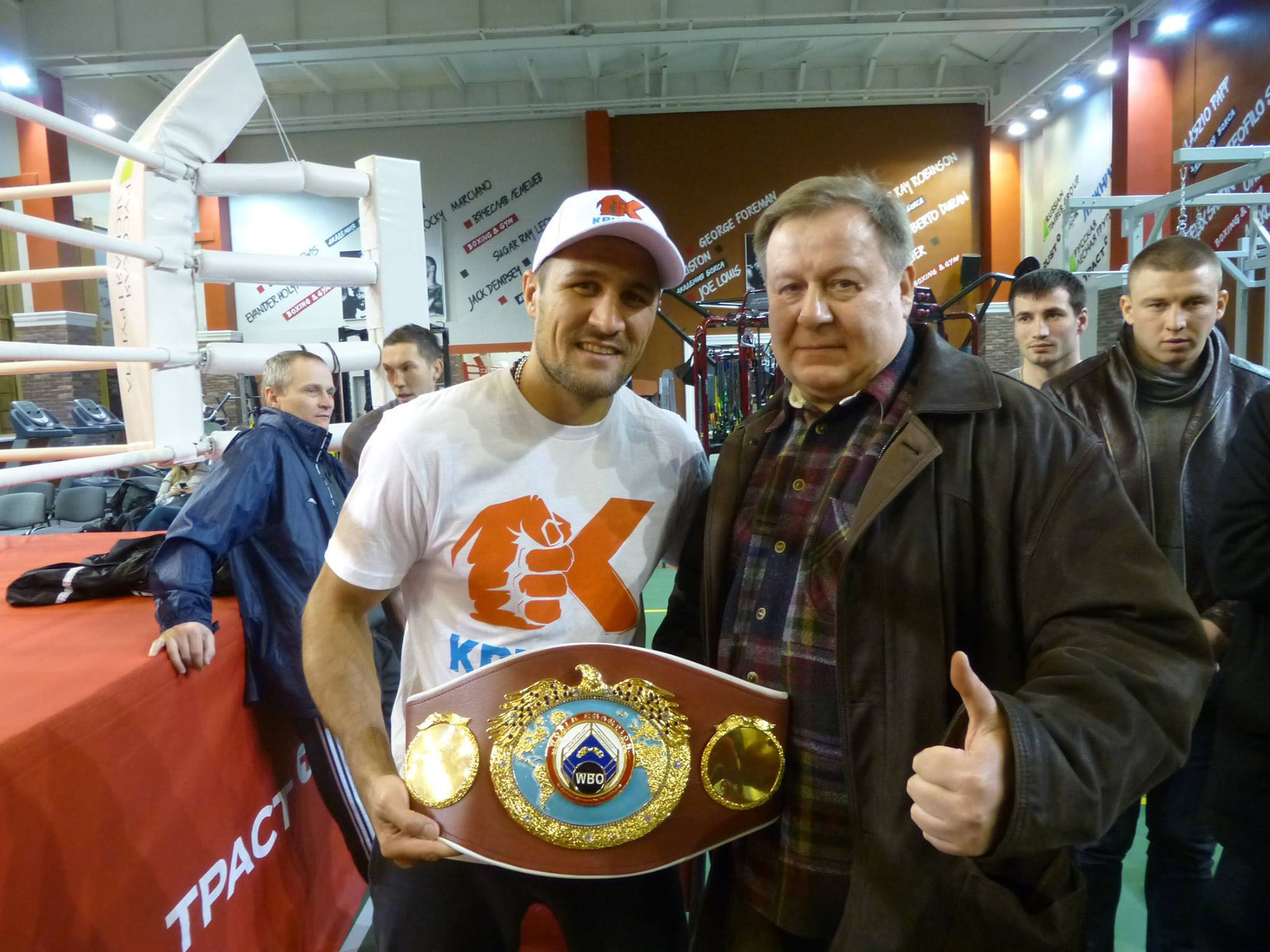
Сергей Ковалёв с чемпионским поясом WBO в компании болельщика.

### Любительские титулы
- 2000.  Призёр юношеского чемпионата России в полусреднем весе
- 2001.  Призёр юношеского чемпионата России в среднем весе
- 2004.  Призёр чемпионата России в среднем весе
- 2005.  Чемпион России в среднем весе
- 2007.  Призёр чемпионата России в полутяжёлом весе
- 2008.  Призёр чемпионата России в полутяжёлом весе
- 2005.  Победитель международного турнира в полутяжёлом весе в ЮАР
- 2006.  Призёр международного турнира в полутяжёлом весе в Германии
- 2007.  Победитель международного турнира в полутяжёлом весе в Индии

### Профессиональные региональные и второстепенные титулы
- 2011  Чемпион США по версии NABA USA в полутяжёлом весе
- 2011  Чемпион Азии по версии WBC Asian Boxing Council в полутяжёлом весе
- 2017—2018  Чемпион мира в полутяжёлом весе по версии IBA (79,4 кг)
- 2017—2018  Чемпион мира в полутяжёлом весе по версии EBP (79,4 кг)

### Профессиональные мировые титулы
- 2013—2016, 2017—2018, 2019  Чемпион мира в полутяжёлом весе по версии WBO (79,4 кг)
- 2014—2016  Чемпион мира в полутяжёлом весе по версии WBA (Super) (79,4 кг)
- 2014—2016  Чемпион мира в полутяжёлом весе по версии IBF (79,4 кг)

### Награды
- 2015  В январе 2015 года Ковалёву был вручён именной пояс Суперчемпиона WBO[94].
- 2015  После победы над Паскалем 14 марта 2015 года Ковалёву был вручён бриллиантовый пояс WBC.[95]
- 2014—2016 Обладатель национальной премии «Звезда бокса» в номинации «Чемпион года» (2014), «Боксёр года» (2015) «Человек года» (2016)[96][97][98][99].

### Звания
- 2007 Мастер спорта России международного класса
- 2014 Боксёр года по версии журнала The Ring[3], WBO[4], Sports Illustrated[5], USA Today[6].
- 2015 1 место в полутяжёлом весе по версии журнала The Ring
- 2015—2016, 2017 2-е место в рейтинге Pound for Pound по версии журнала «Ринг».
- 2015 3 место в списке Гатти по версии HBO (5 самых достойных и зрелищных боксёров)[100].
- 2019 Заслуженный мастер спорта России